# That Uncertain Feeling
That Uncertain Feeling is een Amerikaanse screwball-komediefilm uit 1941 onder regie van Ernst Lubitsch. De film is gebaseerd op het Franse toneelstuk Divorçons van Victorien Sardou en Emile de Najac en werd destijds in Nederland uitgebracht onder de titel Wat weet je van liefde?

## Verhaal

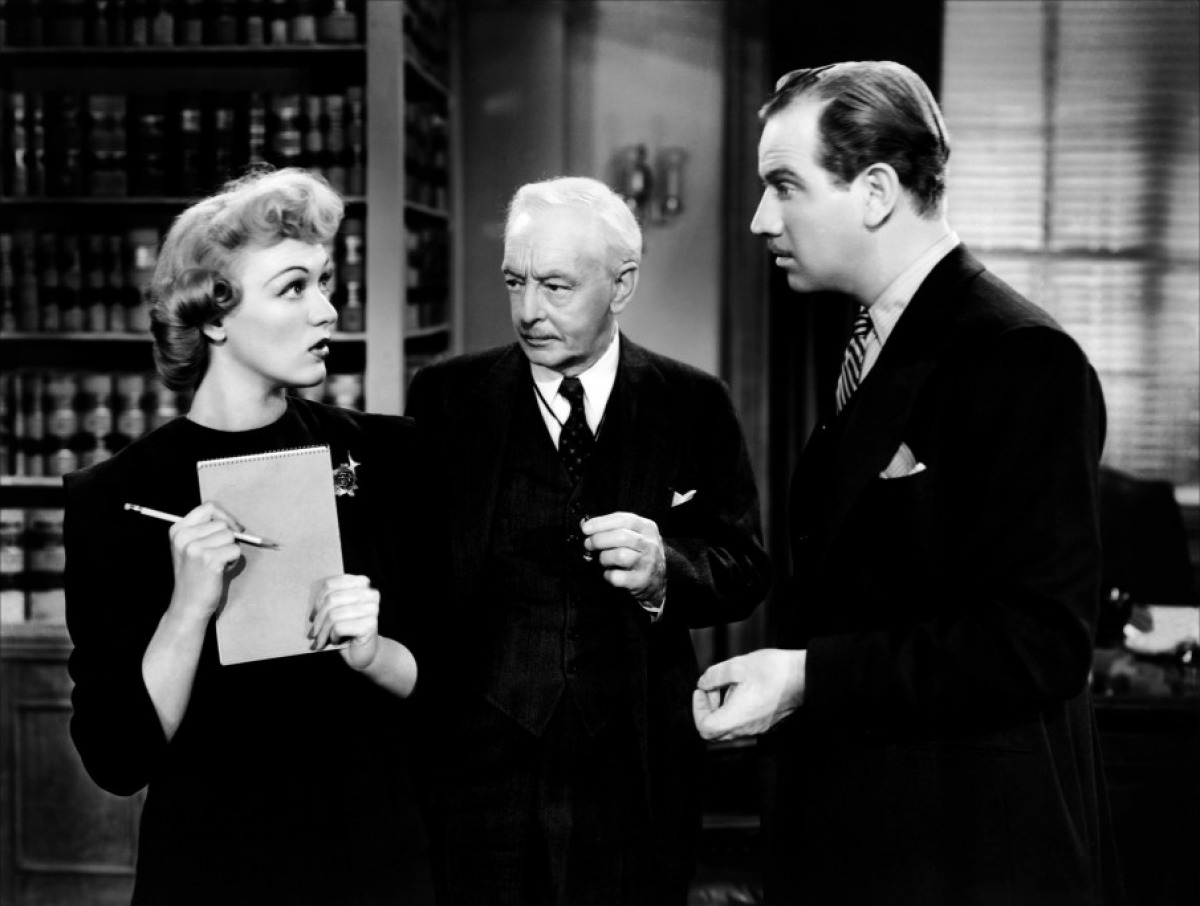
Eve Arden, Harry Davenport en Melvyn Douglas in de film

Door toedoen van een aanhoudende last van de hik - die opduikt als ze nerveus of geïrriteerd is - besluit Jill Baker om een bezoek te brengen aan psychoanalist Dr. Vengard. De dokter neemt haar huwelijk met de rijke zakenman Larry Baker in twijfel. Jill, die dacht gelukkig getrouwd te zijn met Larry en erg gewend is aan haar luxe leven op Park Avenue, begint te twijfelen of Larry wel de geschikte man voor haar is. 
In de wachtkamer van Vengard ontmoet ze de opmerkelijke pianist Alexander Sebastian. Hij ziet zichzelf als de beste pianospeler ter wereld als hij voor een individu speelt, maar heeft plankenkoorts en kan niet voor een groot publiek optreden. Ze nodigt hem uit bij een diner van Larry; hier trekt Larry al snel de conclusie dat ze verliefd is op Alexander. Na het verkrijgen van bewijs hiervan gunt hij Jill een scheiding. Jill is echter niet gelukkig met Alexander en wordt jaloers als ze hoort dat Larry met een aantrekkelijke vrouw verkeert. Uiteindelijk keren Jill en Larry terug naar elkaar en heeft Jill geen last meer van de hik.

## Rolverdeling
| Acteur           | Personage           |
| ---------------- | ------------------- |
| Merle Oberon     | Jill Baker          |
| Melvyn Douglas   | Larry Baker         |
| Burgess Meredith | Alexander Sebastian |
| Alan Mowbray     | Dokter Vengard      |
| Olive Blakeney   | Margie Stallings    |
| Harry Davenport  | Jones               |
| Sig Ruman        | Kafka               |
| Eve Arden        | Sally               |
| Richard Carle    | Butler              |

## Achtergrond
Na het vormen van zijn eigen productiemaatschappij met Sol Lesser, besloot Ernst Lubitsch om de rechten te kopen van het Franse toneelstuk Divorçons voor $27.000. De film is bovendien een losse verfilming van Lubitschs stomme film Kiss Me Again (1925).
De film flopte; Lubitsch vond in zelfstandig werken geen genoegdoening en beëindigde zijn samenwerking met Lesser. Ook de pers liet zich niet enthousiast uit over de kwaliteit van de film. Niettemin werd hij genomineerd voor een Oscar in de categorie "Beste Filmmuziek".